# الوطاسي (الضعاف سوق الجمعة)
الوطاسي هو دُوَّار يقع بجماعة أولاد نوال، إقليم سيدي قاسم، جهة الرباط سلا القنيطرة في المملكة المغربية. ينتمي الدوّار لمشيخة الضعاف سوق الجمعة التي تضم 19 دوار. يقدر عدد سكانه بـ 34 نسمة حسب الإحصاء الرسمي للسكان والسكنى لسنة 2004.

## روابط خارجية
- البوابة الوطنية للجماعات الترابية
- المندوبية السامية للتخطيط